# Valga (Spanyolország)
Valga egy község Spanyolországban, Pontevedra tartományban. Valga Padrón, Pontecesures, A Estrada, Cuntis, Caldas de Reis, Catoira és Dodro községekkel határos. Lakosainak száma 5671 fő (2024).

## Népesség
A település népessége az elmúlt években az alábbi módon változott:
| Lakosok száma | 6275 | 6160 | 6071 | 6120 | 6072 | 6050 | 5986 | 5869 | 5752 | 5671 |
|               | 2001 | 2004 | 2007 | 2009 | 2012 | 2014 | 2017 | 2019 | 2022 | 2024 |

## Híres személyek
- Carolina Otero, táncosnő, kurtizán